# Мурома

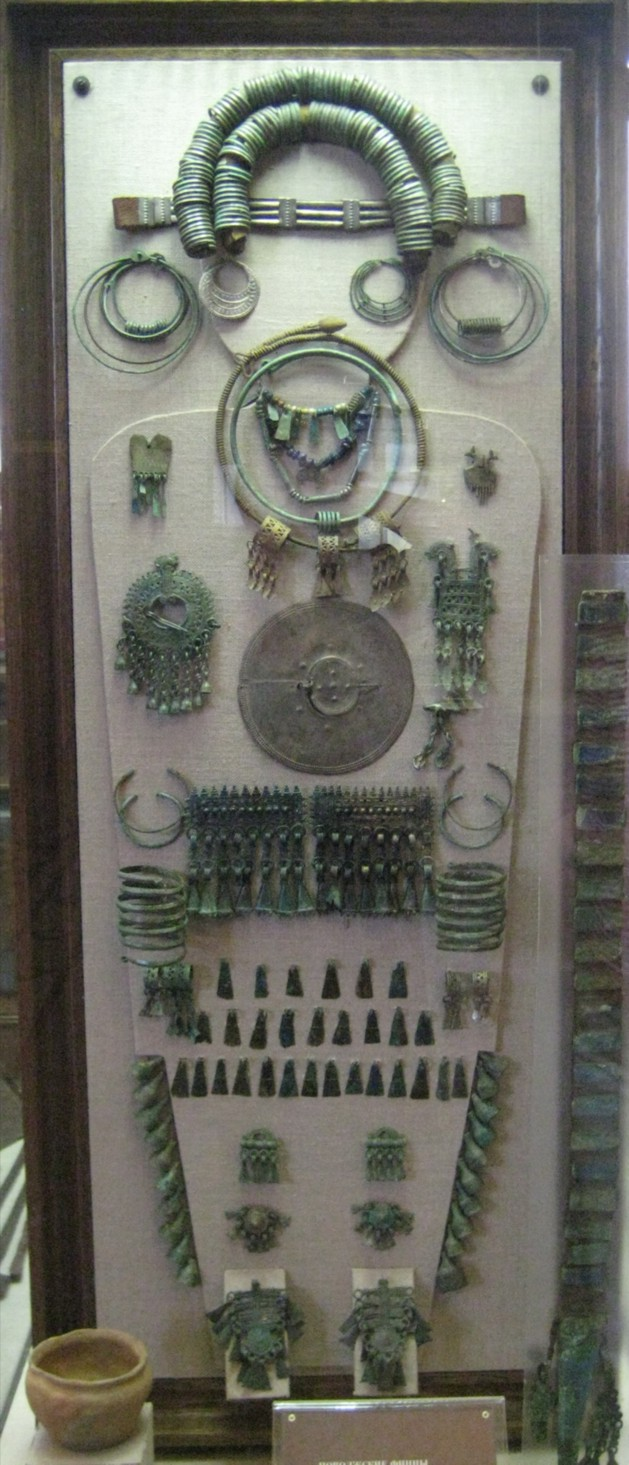
Реконструкция металлического убора костюма женщины из племени мурома IX—X вв. Владимирская обл. Экспозиция в ГИМ

Му́рома — финно-угорское племя, которое с середины I тысячелетия нашей эры жило в нижнем течении Оки в окрестностях города Мурома. В «Повести временных лет» упоминается как неславянское и живущее у впадения Оки в Волгу.
Памятники археологии: грунтовые могильники, селища, Чаадаевское городище. Племя занималось сельским хозяйством, охотой, ремёслами. К XII веку было ассимилировано восточными славянами на начальном этапе формирования русского этноса. Дискуссионным в науке является вопрос о происхождении муромы. Вымерший муромский язык, судя по названиям притоков нижней Клязьмы, был близок мерянскому.

## Этноним
Название города Мурома упоминается в скандинавских сагах XIII века как др.-сканд. Móramar. Судя по фонетическим закономерностям волжско-финских языков, эта форма зафиксировала более древнее состояние слова, чем др.-рус. Муромъ. По тем же причинам, упомянутое в «Повести временных лет» слово мурома скорее всего является древнерусским образованием от названия города. Древнейшую форму этнонима — *morama — В. С. Кулешов сравнивает с названием племени меря, которое, по его мнению, заимствовано из балтийского источника.
По мнению исследователя субстратной топонимии О. В. Смирнова, название племени мурома может рассматриваться как результат лабиализации (выявленной в муромской гидронимии) корневого гласного в этнониме меря. С этой точкой зрения согласен В. В. Напольских, который выводит общее самоназвание мерян, муромы и марийцев *mari из праиндоир. *marya- «юноша, член молодёжного воинского союза». Часть -ma может быть суффиксом или аналогом фин. maa «земля».
«Повесть о водворении христианства в Муроме» (XVI век) предлагает народную этимологию: «создание града им стены каменны и мрамарны, и оттого нарицается Муром». Энциклопедический Лексикон Брокгауза и Эфрона переводит слово мурома по-русски «люди на суше», умалчивая, из какого именно финно-угорского языка происходит это слово.

## Антропологический тип
Малочисленная выборка из Подболотьевского могильника свидетельствует, что скуловой диаметр муромы, как и мордвы, превышал славянские серии региона, а уплощённость лица была даже большей, чем у цнинской мордвы.

## Проблемы этногенеза
Вопрос о происхождении племени (этногенезе) дискуссионен. В районе расселения муромы имеются памятники железного века, имеющие общие черты как с городецкой, так и с дьяковской культурой. Большинство исследователей связывают эти памятники с городецкой культурой. Однако П. Н. Третьяков предполагал существование на Оке промежуточной культуры, родственной как дьяковской, так и городецкой, а В. Ф. Генинг считал эти памятники более близкими к дьяковской культуре. Население, оставившее эти памятники, могло принимать участие в формировании муромы.
Основная проблема заключается в том, что памятники городецкой культуры исчезают около II века нашей эры, а муромские памятники появляются во второй половине I тысячелетия новой эры. Исследователям не удается найти связующее звено между этими культурами. Отличительной чертой муромской культуры является большое число грунтовых могильников, которые в предшествующую эпоху не известны. Вероятно, более древние поселенцы практиковали поверхностные захоронения (наподобие «домов мёртвых», известных по дьяковской культуре). П. Н. Третьяков считает, что появление таких памятников связано с фильтрацией на территорию нижней Оки волго-камских племён с востока. Возможно также переселение на северо-восток финского населения со среднего течения Оки со значительной примесью балтского элемента, то есть племён, связанных с мощинской культурой. Таким образом, муромская этническая общность, вероятно, сложилась в результате взаимодействия нескольких компонентов.
Дискуссионным является также вопрос о близости муромы другим финно-угорским народам. Ряд исследователей считает мурому если не тождественной мордве-эрзя, то по крайней мере принявшей участие в формировании современного народа. Эти идеи восходят к работам И. Р. Аспелина и А. М. Тальгрена. В позднейшее время их поддерживал П. Д. Степанов. В. Н. Мартьянов и Т. Д. Надькин считают, что мурома приняла участие в формировании народа эрзи. В начале XX века С. К. Кузнецов высказал идею близости муромы с меря и мари-черемисами. В. Ф. Генинг считал мари, мерю и мурому составными частями мерянской общности народов. Большинство исследователей склоняются к мнению о особом характере муромы (А. Е. Алихова, А. П. Смирнов). Е. И. Горюнова полагает, что мурома и мордва происходят от общего корня городецкой культуры, но уже в VII веке они обособились в самостоятельные народы.

## Ареал расселения[3]
Ареал муромы на основе археологических и топонимических данных охватывал территории по правому и левому берегам нижней Оки, низовье Клязьмы и её притоков — Тезы и Луха. Согласно современной сетке административного деления в пределах ареала полностью или частично находятся округ Муром, Муромский, Меленковский, Селивановский, Гороховецкий и Вязниковский районы Владимирской области; городские округа Выкса, Кулебаки, Навашинский и районы Вачский, Павловский, Сосновский, Володарский Нижегородской области; Южский, Палехский, Пестяковский и Верхнеландеховский районы Ивановской области. На севере мурома граничили с мерей, на востоке — с эрзей и марийцами, на юге — также с эрзей, на западе — с мещерой.
Основная часть археологических памятников муромы находится между притоками Оки левыми Ушной, Унжей и правым Тёшей. В центре этой территории находится Муром. Это небольшой регион с размерами примерно 30 х 50 км. За его пределами находятся отдельные памятники, в которых элементы муромской культуры сочетаются с культурой окружающих племён, что позволяет говорить о смешанном характере населения.

## Уклад жизни[3]
Общественный строй муромы к X веку н. э. представлял собой последнюю ступень патриархально-родового общества. Налицо имущественное и социальное неравенство, выделение ремесла. Однако почти поголовное вооружение мужчин, женские погребения с конями свидетельствуют в пользу общества свободных общинников.
Поселения размещались на возвышенностях над пойменными лугами. Основу экономики составляло животноводство, разводили свиней, крупный рогатый скот, в меньшей мере овец. Особую роль играли лошади, которые разводились в том числе и на мясо. Подсечно-огневое земледелие играло второстепенную роль. Промысловая охота была направлена на добычу пушнины.
Ремёсла достигли высокого уровня развития (деревообработка, резьба по кости, кожевенное, скорняжное), но не выходили за рамки удовлетворения местных нужд. Гончарный круг был неизвестен и производством керамики, видимо, занимались женщины. Металлургия и ювелирное искусство не выходили за рамки семейных потребностей. Только в X—XI веке происходит выделение металлургов и кузнецов как профессионалов.
«Повесть о водворении христианства», созданная лишь в XVI веке, утверждает, что после смерти св. князя Глеба мурома оставались грубыми язычниками. Болезни глаз они лечили в особых колодцах, имевших, по их верованию, чудодейственную силу, причём бросали в колодцы серебряные монеты, в виде жертвы. Они развешивали над дуплами разных деревьев платки или полотенца, которым поклонялись, принося при этом коней в жертву своим богам; вместе с покойником они зарывали в могилу особые плетения из ремней, приспособленные для лазанья по деревьям; наконец, справляли по умершим своеобразные тризны, сопровождавшиеся битвами и драками, а также царапаньем лица, в знак глубокой горести о покойнике. Придерживались муромцы и мусульманских верований, называя «скверного Моамефа» своим пророком, с которым они познакомились через волжских болгар. Отличительной чертой муромских могильников являлись совместные погребения людей и коней и изредка — коров.
Как и у других средневековых поволжских финнов, в качестве заупокойной пищи в погребениях присутствуют кости животных. Коней хоронили отдельно, взнузданными и осёдланными, придавая им позу, имитирующую лежащее на брюхе живое животное с подогнутыми ногами и поднятой головой (её укладывали на ступеньку в могиле).
Оружие по качеству изготовления было одним из лучших в близлежащих областях, а ювелирные украшения, которые в изобилии найдены в захоронениях, отличаются изобретательностью форм и тщательностью изготовления. Для муромы были характерны дугообразные головные украшения, сплетённые из конского волоса и полосок кожи, которые были спирально оплетены бронзовой проволокой. Интересно, что аналогов у других финно-угорских племён не встречается.
К началу XI в. Муром успел уже сделаться важным торговым пунктом Северо-Восточной Руси и вёл торговые сношения с волжскими болгарами. Многоводная Ока давала болгарам возможность являться в Муром целым караваном судов: местный пушной товар, мёд и воск обменивались в Муроме на произведения Востока — шёлковые ткани, бисер, бусы и различные металлические изделия. Кроме болгар сюда наезжали торговые люди из Киева и Чернигова.

## Археология[3]
Памятники материальной культуры муромы в основном известны по раскопкам грунтовых могильников. Активное исследование могильников началось в начале XX века. Были раскопаны Пятницкий, Муромский, Максимовский и Урвановский могильники. В. А. Городцов в 1914 году, подводя итоги археологического исследования Подболотьевского могильника выполненного в 1910 году сформулировал основные признаки муромской культуры. В дальнейшем раскопки могильников были продолжены. Всего раскопано около 800 могил. Материалы разного времени позволили создать типохронологическую колонку развития культуры мордвы с VI—VII веков по XI век.
На всём протяжении функционирования могильников использовалось два метода погребения: в меньшем числе случаев трупосожжение с захоронением остатков кремации и в большем числе случаев трупоположение. Среди характерных черт муромских могильников выделяют удлиненные могильные ямы длиной до 3—4 м, ориентацию трупопололожения головой на север. В X—XI веке длина могилы уменьшается до необходимой. Хоронили без гробов, оборачивание покойных лубом является обычаем общим у финно-угорских народов. На ранней стадии в могилы клали коней. Известны и чисто конские и реже коровьи погребения. Могилы животных исчезают во второй половине X века.
Из материальных памятников яркий и самобытный характер имеют женские украшения, в особенности головные. Характерны дугообразные головные украшения, сделанные из конского волоса и полосок кожи и спирально оплетеных бронзовой проволокой. У других финских народов такой элемент отсутствует.
Раскопки славянских курганных кладбищ и селищ XI—XIII веков дают некоторый материал для изучения процессов славянской колонизации территории. Имеются отдельные находки, говорящие о торговых и экономических связей региона.

## Славянская колонизация

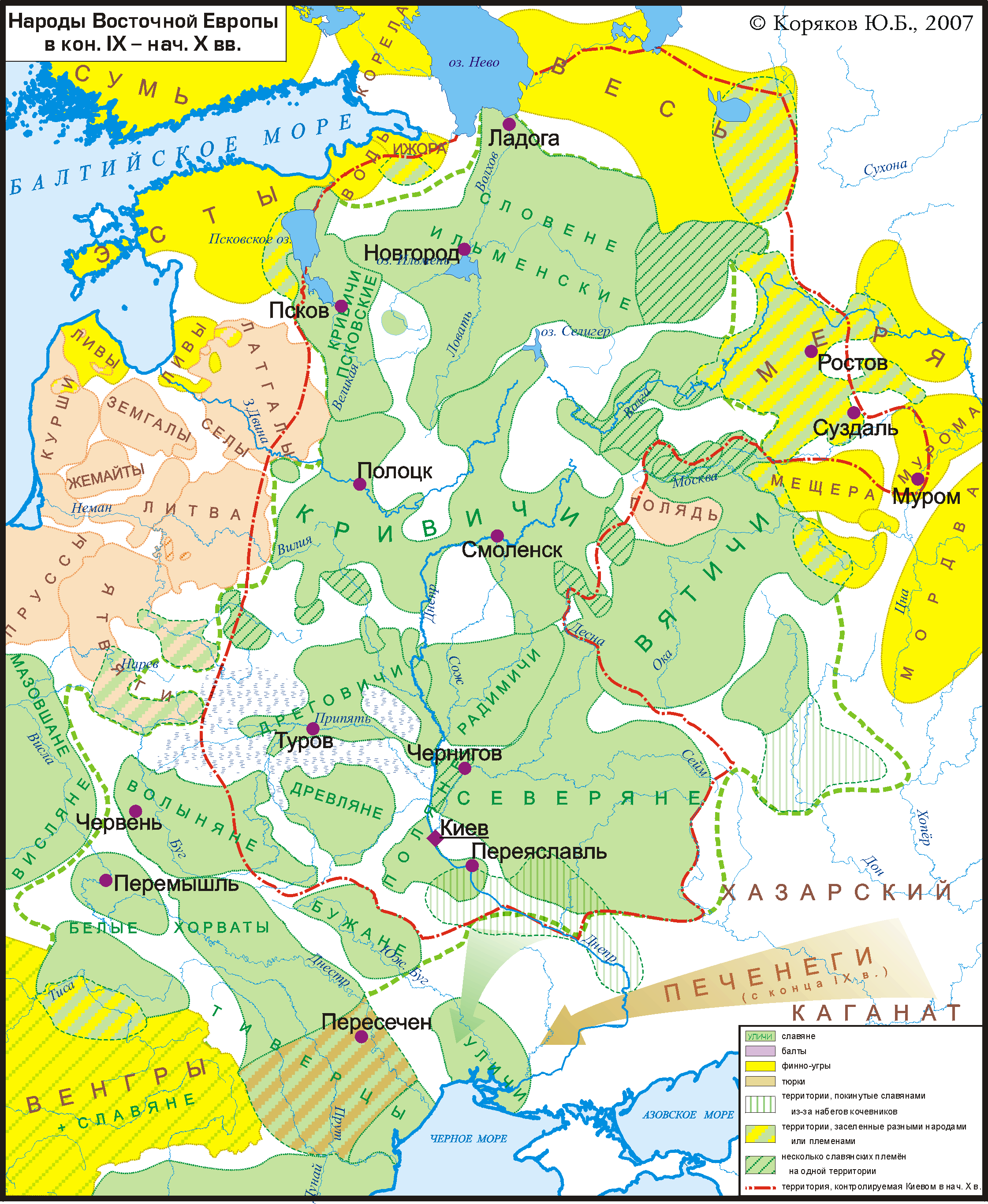
Народы Восточной Европы в конце IX — начале X веках н. э.

В процессах славянской колонизации края важную роль играл Муром, как укреплённый пункт для утверждения княжеской власти. Славянское господство на нижней Оке было закреплено походом Святослава на Оку и Волгу в 965 году и Владимира Святославовича в 985 году. В 988 году в Муроме появился первый князь Глеб Владимирович. Согласно археологическим данным центральная укрепленная усадьба города была построена во второй половине X века на незаселённом ранее месте, находящемся в центре между муромскими и возможно славянскими селищами.
Во второй половине X и XI веке по материалам Тумовского посёлка и могильникам начинает сказываться влияние славянской культуры, в частности керамики. Известны случаи парного существования муромских и славянских селищ. Судя по имеющимся славянским предметам первоначально на землю муромы селились кривичи. Культура муромы постепенно деградирует, теряет свою самобытность. Исчезают женские головные украшения. В первой половине XI века самобытность муромских предметов исчезает, хотя отдельные типично муромские предметы ещё сохраняются. Одним из признаков славянского влияния стало изменение положения покойников головой на запад, вместо прежнего головой на север.